# Mainhardt
Mainhardt est une commune de Bade-Wurtemberg (Allemagne), située dans l'arrondissement de Schwäbisch Hall, dans la région de Heilbronn-Franconie, dans le district de Stuttgart.

## Histoire

### La période romaine

#### Castrum stativum, castellum et lieu de culte
Quelques grandes villes en Allemagne peuvent s'enorgueillir d'une histoire très ancienne qui remonte à l'époque romaine à la suite de la création d'une cité bien placée sur la croisée de plusieurs voies romaines majeures: c'est le cas de Cologne, Mayence, Augsbourg et surtout Trèves. Malgré sa localisation et sa taille réduite, Mainhardt, jadis tout petit village de moyenne montagne et aujourd'hui simple bourgade autour de 5 000 habitants, commence son histoire il y a plus de 1800 ans avec la construction d'un castellum pour une cohorte auxiliaire autour duquel les populations locales germano-romaines installeront un camp ou hameau.
Le castrum de Mainhardt a été construit en 150 apr. J.-C. à 300 m du limes entre ceux de Öhringen au pied des monts de Souabe et Franconie et Murrhardt dans la forêt de Murrhardt, donc sur une ligne droite qui fait fi du relief. Il assurait la protection de la voie romaine secondaire qui venait de la vallée du Neckar à Heilbronn et allait à la saline de Schwäbisch Hall. Installé sur un replat entre le vallon de Baad et la vallée de la Brettach.
Le castrum faisait 177 m de longueur et 142 m de largeur, ce qui représentait une surface intérieure de 2,4 ha. Le mur d’enceinte d’une hauteur de 4 m avait une épaisseur de 1,2 m. En 1837, le mur de la ruine du castrum atteignait encore 1 m mais aujourd’hui il ne reste que quelques vestiges. La partie extérieure de l’enceinte était construite en pierres de taille alors que l’intérieur était pierres naturelles locales (Stubensandstein) disposées en arêtes de poisson. Un talus de 5,5 m de largeur, renforcé d’un maillage en bois, longeait le mur intérieur. À l’extérieur, deux fossés entouraient le castellum.

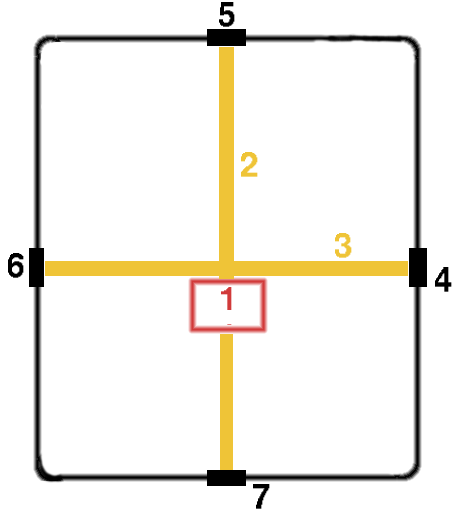
Portes d'un castrum.1: Principia 2: Via Praetoria 3: Via Principalis 4: Porta Principalis Dextra 5: Porta Praetoria 6: Porta Principalis Sinistra 7: Porta Decumana.

Le fossé intérieur faisait 6 m de large et 1,5 m de profondeur, le fossé extérieur faisait 5,3 m de largeur et 1,2 m de profondeur. Leur vocation était défensive.
Quatre portes flanquées de deux tours permettaient l’accès à chaque point cardinal. Le nom des portes sont les mêmes que pour les camps provisoires ou non des légions:
- Porta praetoria à l’est ;
- Porta decumana à l’ouest ;
- Porta principalis dextra au sud ;
- Porta principalis sinistra au nord.

La porte orientale est actuellement enfouie sous l’ancienne maison (Amtshaus) des Hohenlohe-Bartenstein. C’était la plus grande car elle disposait de deux passages distincts séparés par un mur. Quatre tours d’angle et deux tours latérales sur chaque façade faisaient monter le nombre de tours à douze sans compter les tours des portes d’accès.
À l’intérieur du castellum, les différents bâtiments se composaient :
- de la principia (bâtiment du commandement) avec l’autel, les salles de travail, la salle d’armes et la pièce de réunion ;
- du praetorium qui est la maison personnel du commandant[4] ;
- du valetudinarium qui est l’infirmerie ;
- du horreum qui est un grenier à grains ;
- du contubernium rassemblant les baraquements des soldats.
- des bâtiments annexes sont les ateliers et les écuries ou étables[1].

À côté d’un castellum auxiliaire, un hameau du camp finit par se créer avec les populations autochtones qui partageaient le quotidien des troupes auxiliaires dans une relation de dépendance d’un point de vue économique. Ce hameau restera après le départ des romains et donnera naissance au village médiéval. Les fouilles archéologiques ont révélé une structure de village-rue avec façade sur rue et caves aménagées en bois. Comme dans d’autres sites archéologiques, la rue devait comporter des commerçants et des artisans et quelques maisons privées pour les habitants et éventuellement les familles des soldats. Les fouilles n’ont pas permis de trouver les bains ou thermes, ni le cimetière des soldats ou des locaux.
Le castrum de Mainhardt n'est pas spécifique à la localité, il correspond aux normes fixées par les romains pour l'érection des légions, des cohortes, des troupes auxiliaires avec leurs camps ou bivouacs fortifiés respectifs. Quand le camp devient permanent, castra stativa, des agglomérations urbaines se forment autour du camp comme ce fut le cas sur le tracé du limes dans les monts de Souabe et Franconie.
Le castellum, un petit castrum ou fortin, fut découvert en 1975 pendant les travaux de construction du nouveau quartier résidentiel Mainhardt-Est. Il se situe à 30 m derrière le limes côté romain. Il forme un carré 25 m de côté, soit 540 m2 de surface. Les angles du fortin sont arrondis et il ne présente qu'une seule porte orientée vers le limes renforcée par une tour. Le fortin était entouré d'un fossé de 2 m de largeur sauf devant l'entrée de la porte. Un chemin de ronde en bois était aménagé à l'intérieur le long du mur comme une sorte d'échafaudage soutenu par des poteaux. Le centre de la cour intérieure était dallé et autour du dallage des baraquements en forme de fer à cheval hébergeaient la troupe et les espaces de travail. La partie intérieure de ces baraques face cour dallée comportait un sentier avec avancée de toit pour protéger de la pluie et de la neige. De tels castella servaient de base arrière aux soldats qui étaient de garde dans les tours du limes. Les gardes alternaient entre la tour de guet et le fortin.
Entre le castrum et le castellum, des fouilles archéologiques démarrées dans les années 1940 et stoppées par la guerre, ont mis au jour un temple dédié à Jupiter qui comportait une cella avec la statue du dieu et de nombreuses stèles votives caractéristiques des prières et vœux des suppliants dans les pratiques cultuelles romaines. Ce sont sur ces stèles qu'ont été retrouvés les noms de n ombreux soldats et celui de la cohorte montée des Asturies (Cohors Asturum equitata no 1).

#### Occupants du castrum
Les conflits fréquents sur la rive droite du Rhin entre les Chattes et les légions romaines sous l’empereur Domitien plus au nord dans la Vettéravie et le Taunus ont poussé les autorités romaines à stabiliser les frontières ou « limites » (pluriel de « limes ») aux confins de la Germanie sur le Main, dans l’Odenwald et sur le Neckar moyen. La jonction entre le tronçon du limes Taunus-Wetterau et le tronçon du Jura souabe fut réalisée au premier siècle apr. J.-C.8. Les monts de Souabe et Franconie sont encore en terres germaniques à ce moment-là. Le limes germanique supérieur fut déplacé de la vallée du Neckar vers les monts de Souabe et Franconie.
La garnison établie dans le castrum de Walheim-sur-Neckar établit son camp à Mainhardt, partie occidentale et franconienne dans la forêt de Mainhardt. Huit castra de cohortes, 9 castella et 267 tours de guet surveillaient la frontière romaine du Main à Lorch qui fut renforcée sous Antonin le Pieux vers 150 apr. J.-C.
L’exemple du castrum de Mainhardt est applicable à ceux de Welzheim et Murrhardt dans le massif souabe-franconien ou à Öhringen dans la plaine de Hohenlohe car tous les castra répondent aux mêmes normes pour faciliter l'organisation et augmenter l'efficacité du camp à chaque étape ou en cas de changement de camp. Les parties du camp sont toujours rigoureusement à la même place en Germanie comme en Gaule ou en Belgique.
Les fouilles archéologiques des années 1940 sur un lieu de culte dédié à Jupiter ont dévoilé grâce à certaines stèles les noms de soldats romains en poste sur ce tronçon du limes et surtout le nom de la cohorte auxiliaire stationnée dans ce secteur : Cohors I Asturum equitata. Elle a été fondée à l’origine avec des recrues des Asturies (Espagne) et elle était partiellement composée de cavaliers. Une cohorte auxiliaire comptait environ 400 hommes, c’est-à-dire six centuries. À partir de 213 apr. J.-C., les incursions des Francs et des Alamans en Rhétie et en Germanie supérieure sont devenues fréquentes. Plusieurs fois, ils ont été repoussés. En 259-260, la percée des tribus germaniques ne put être empêchée. Deux ans plus tard, la zone entre le limes et le Rhin fut abandonnée et la frontière de l’Empire romain devint le Rhin.
Seul le hameau annexe du castellum romain restera après le départ de la cohorte qui donnait du travail aux habitants locaux. Toutefois, le hameau tombe dans l'oubli jusqu'au Moyen Âge où son nom apparaîtra dans un acte de transaction entre seigneuries.

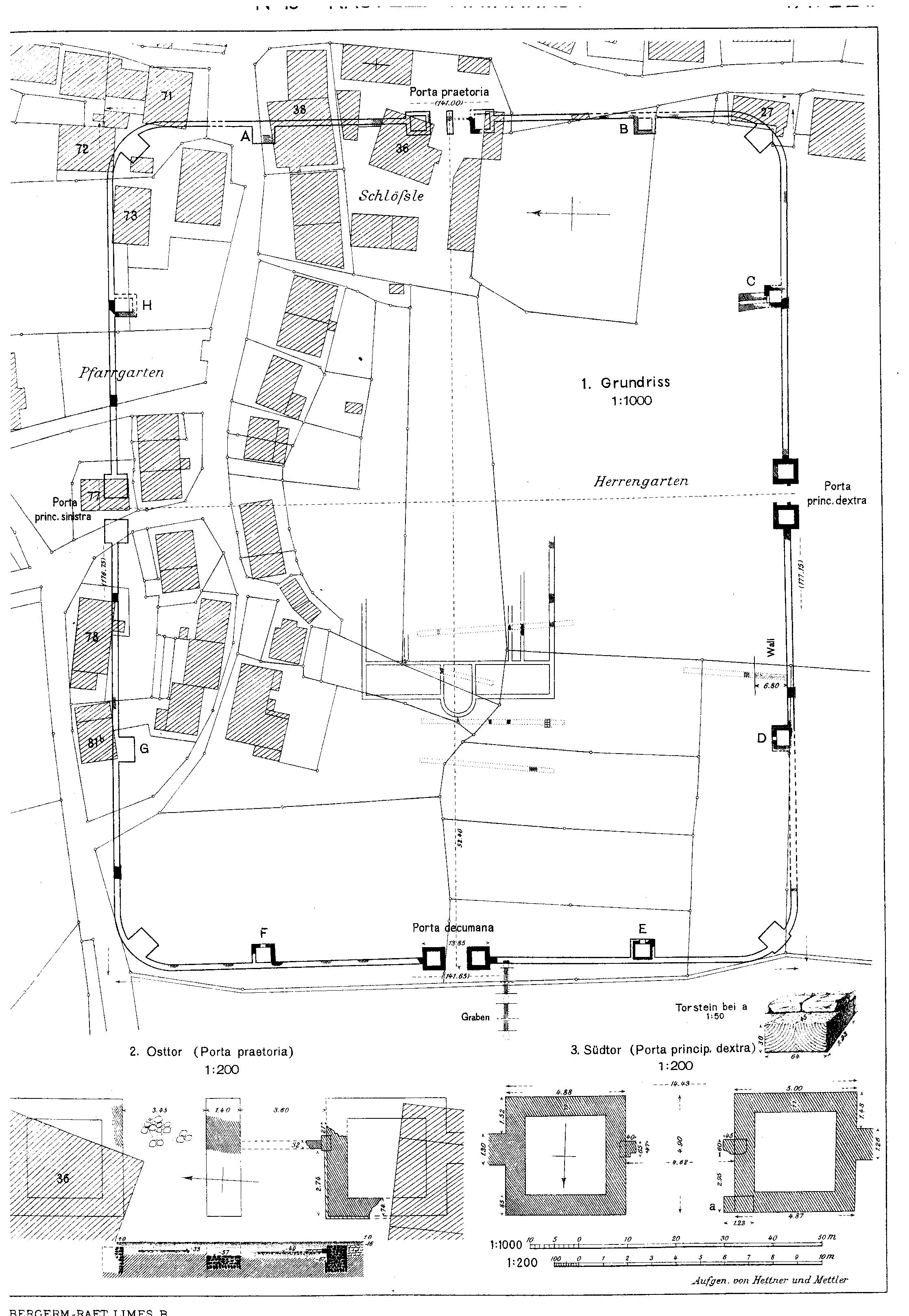
Plan du castrum de Mainhardt superposé sur le village.
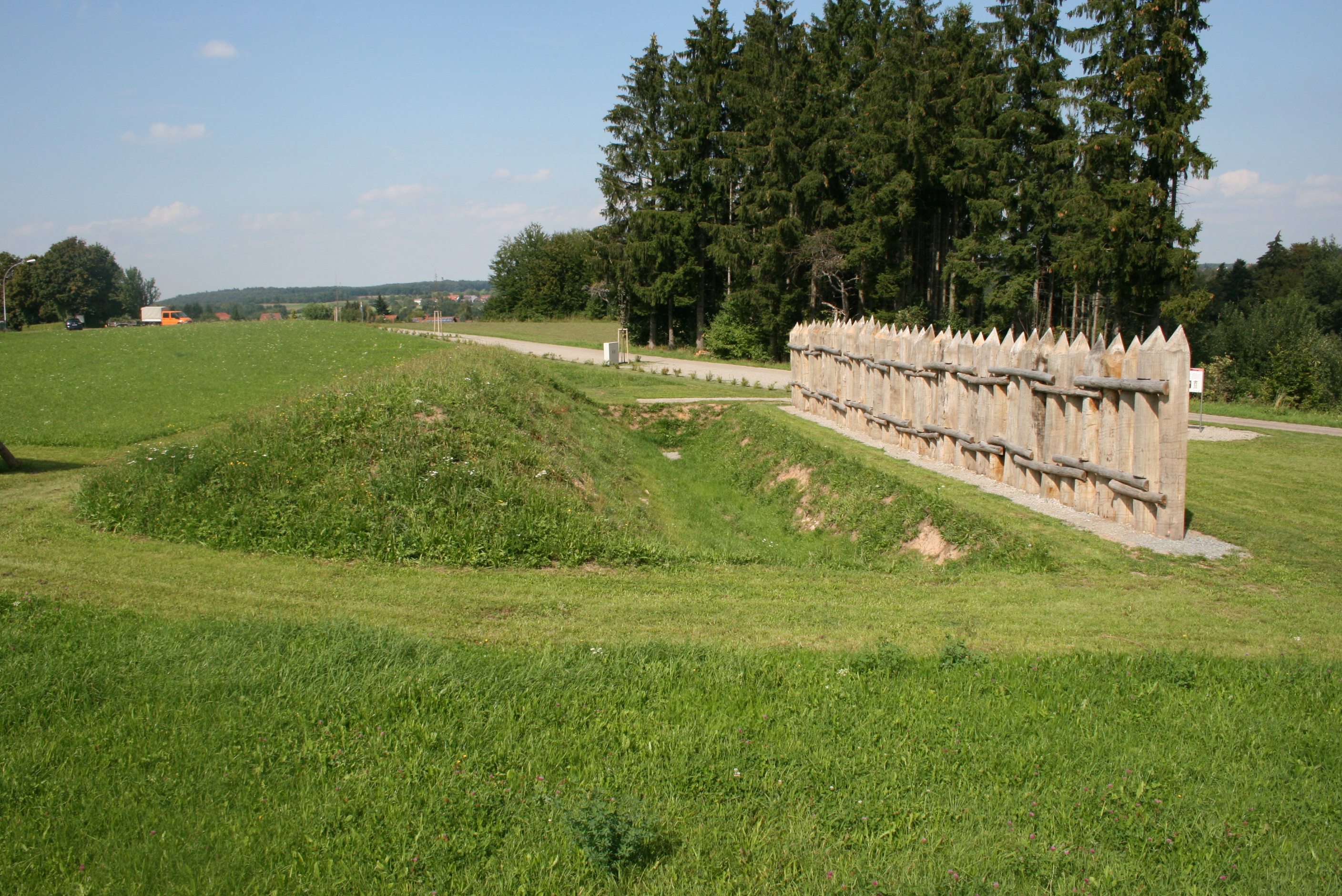
Visualisation d'une palissade et d'un fossé du Limes germanique à Mainhardt.
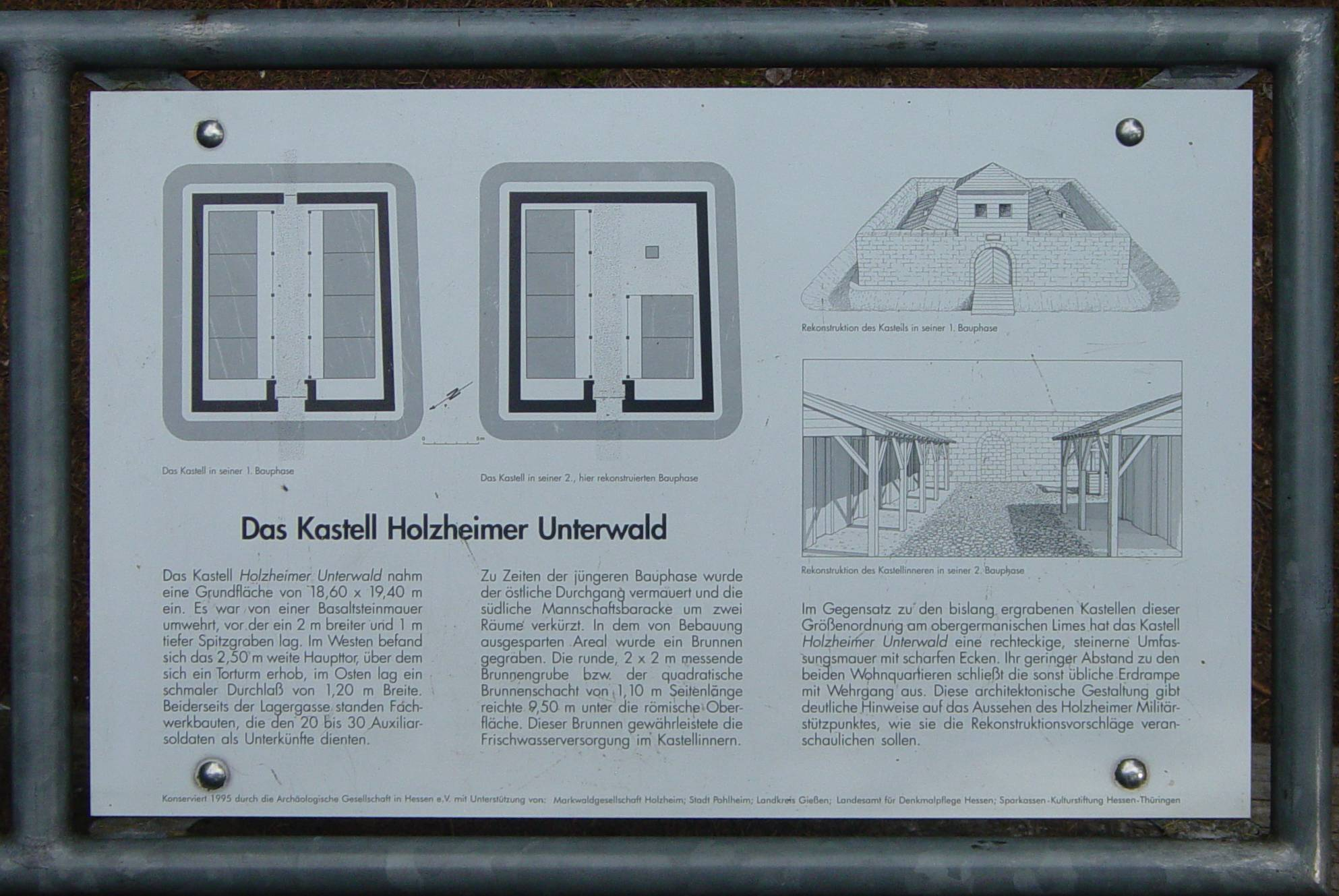
Panneau informatif sur castellum Holzheimer Unterwald[10] semblable à celui de Mainhardt.
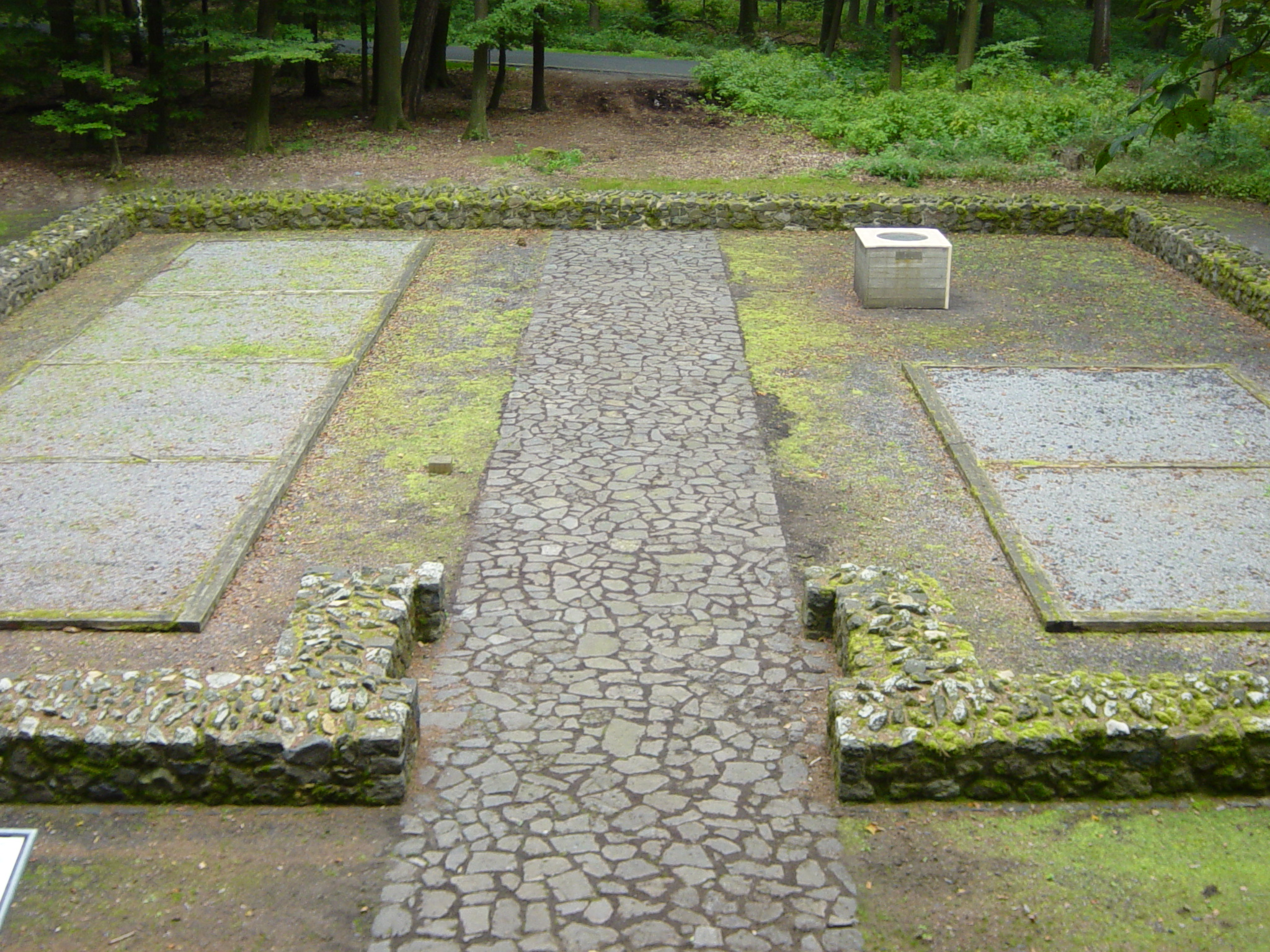
Fondations du fortin de Holzheim, Hesse.
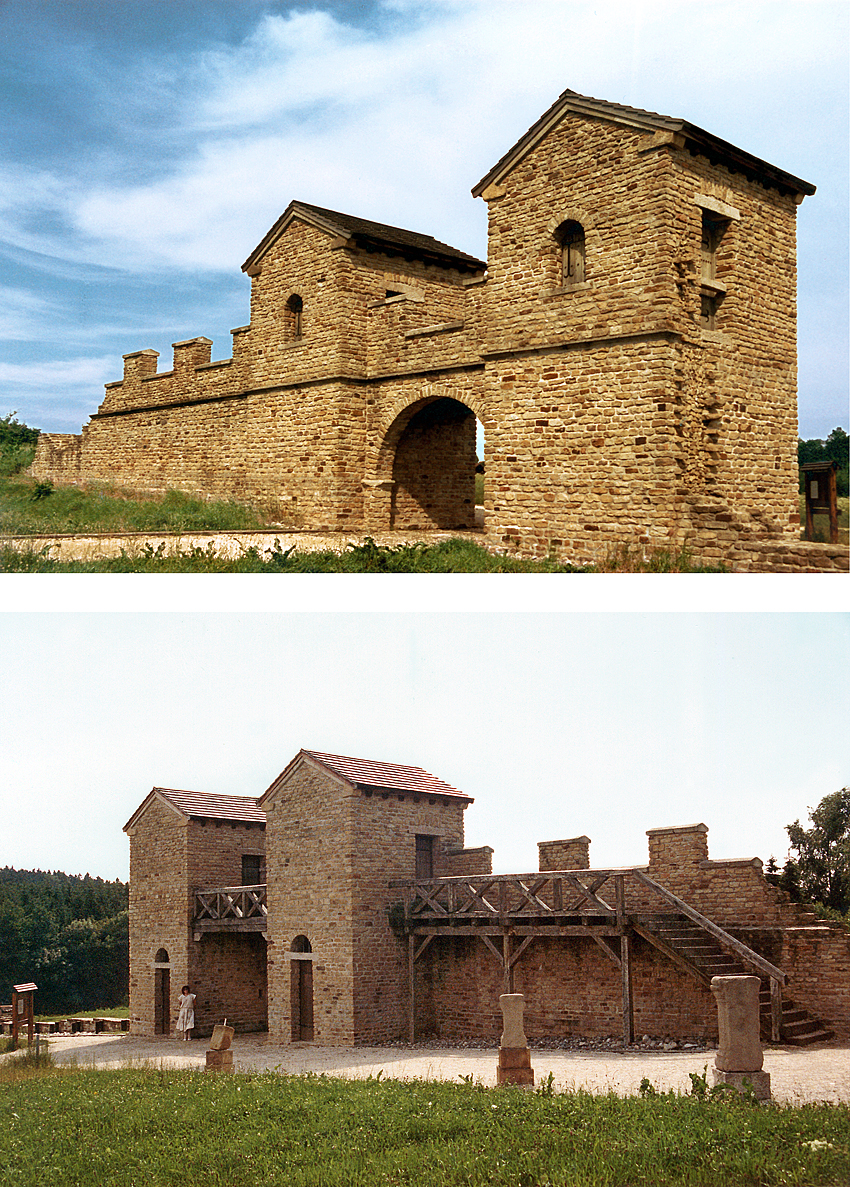
Porte prétorienne reconstituée au castrum de Welzheim, comparable à celui du castrum de Mainhardt.
Reconstitution graphique d'une porte prétorienne à Pfünz.
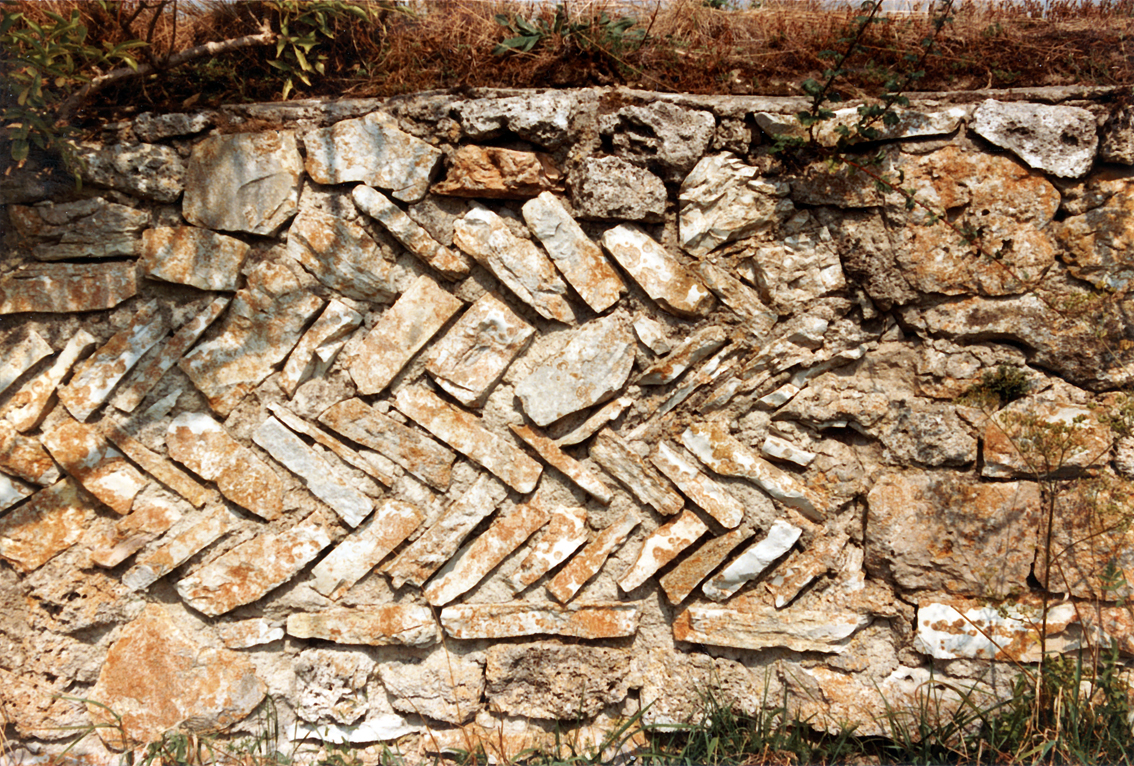
Mur intérieur de castrum en arêtes de poisson.
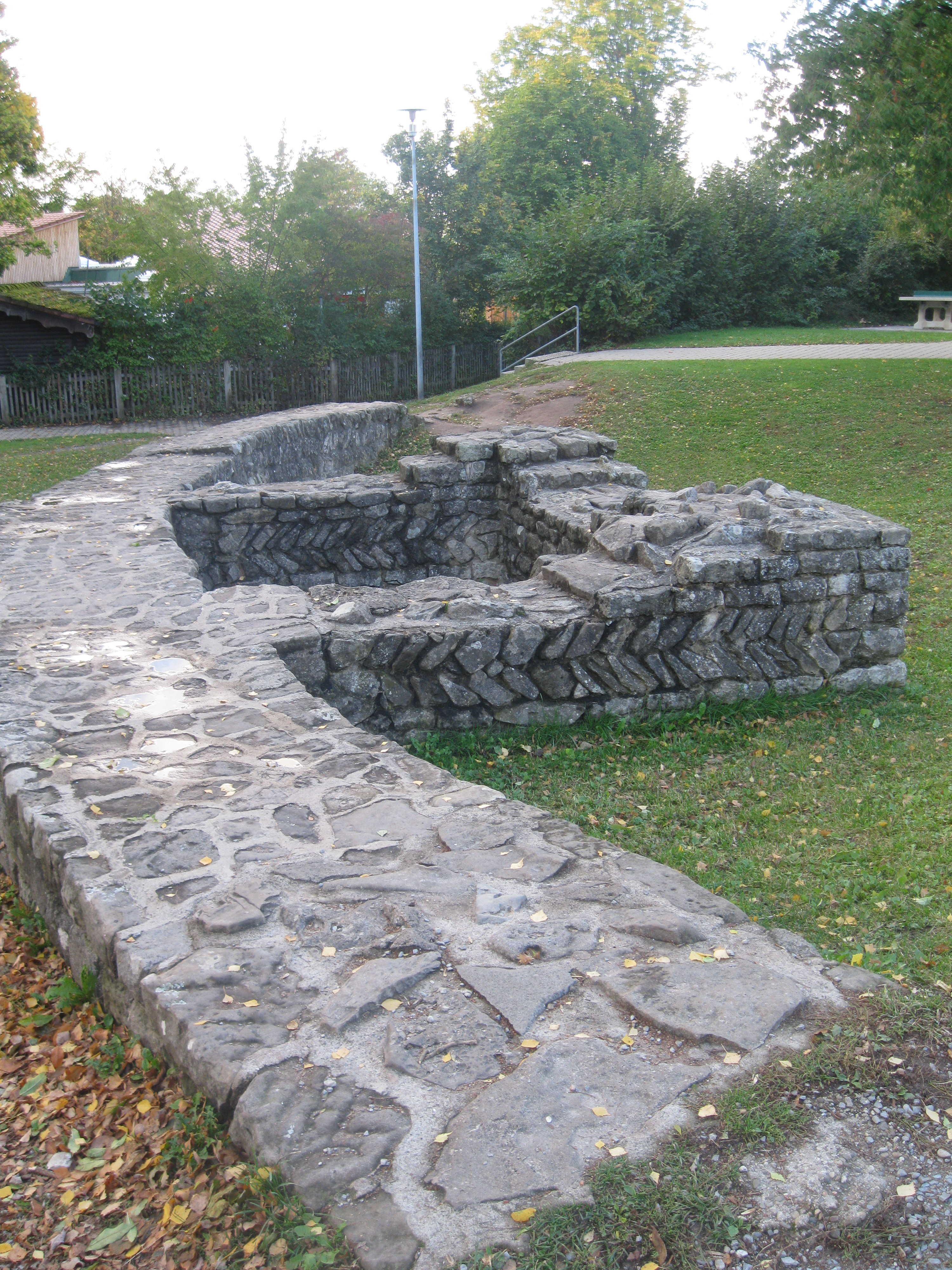
Vestiges du mur du castrum de Mainhardt.
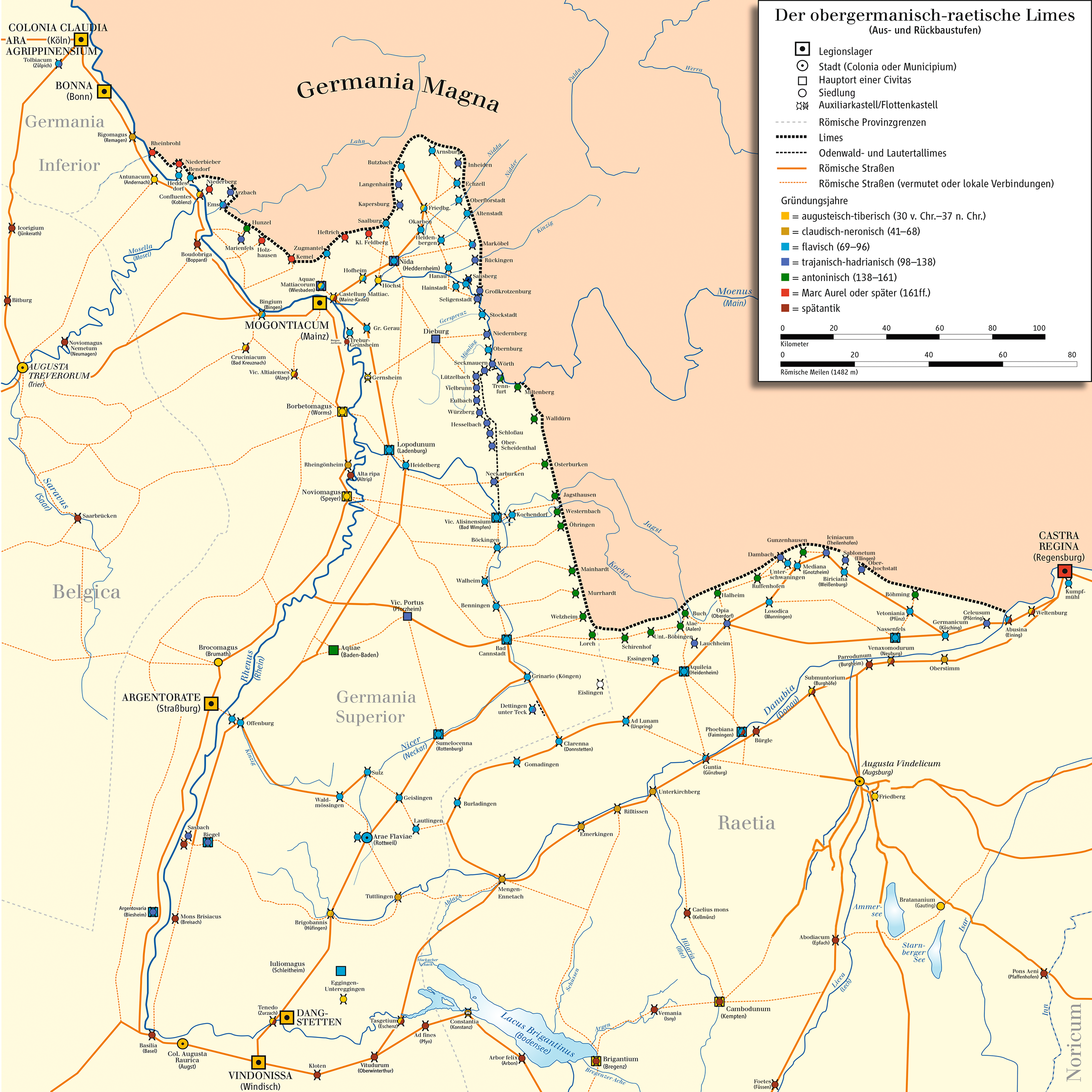
Tracé du limes de Rhétie et Germanie

#### Cité frontière sur le limes de Germanie supérieure

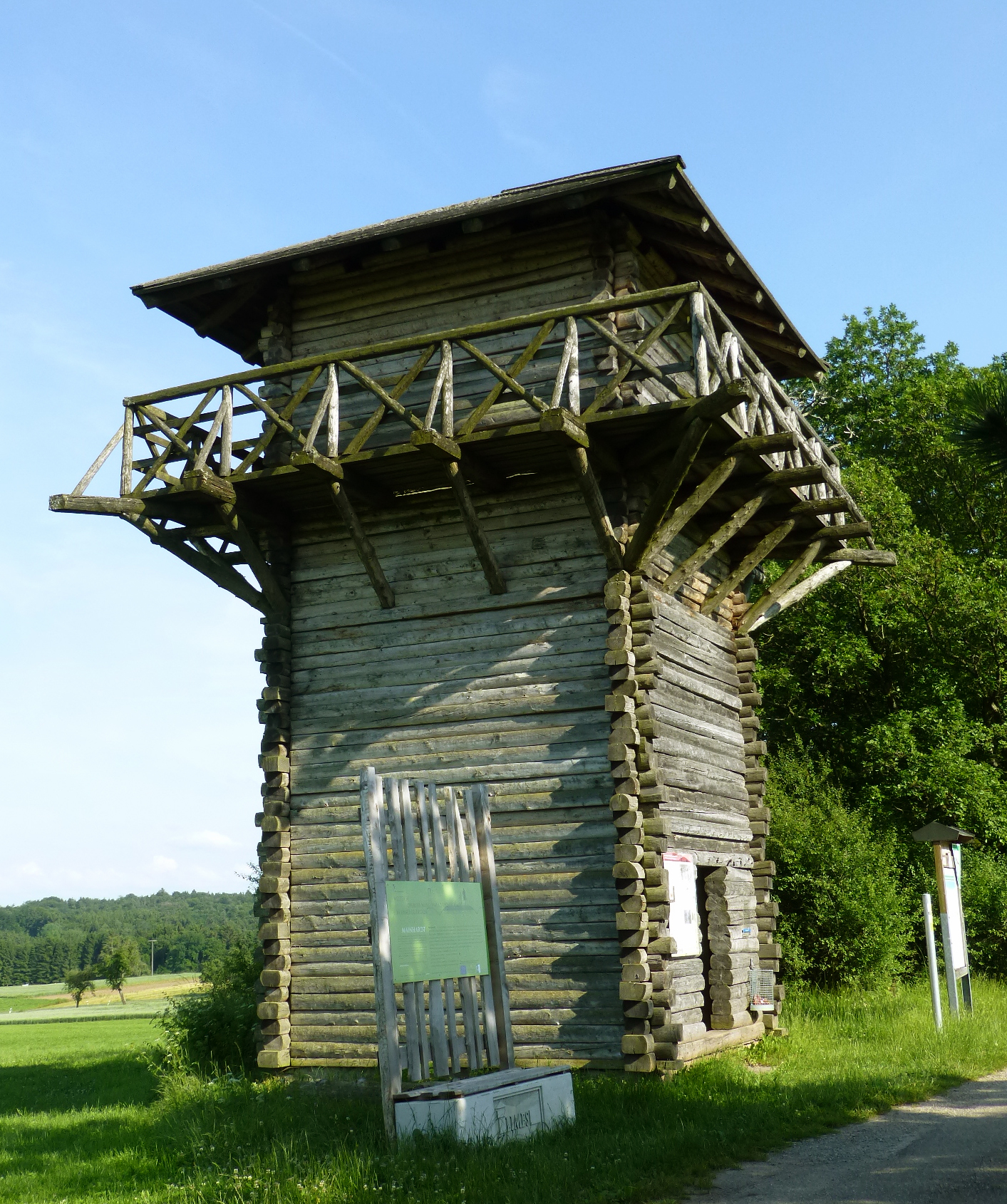
Reconstitution d’une tour de guet sur le limes de Germanie.

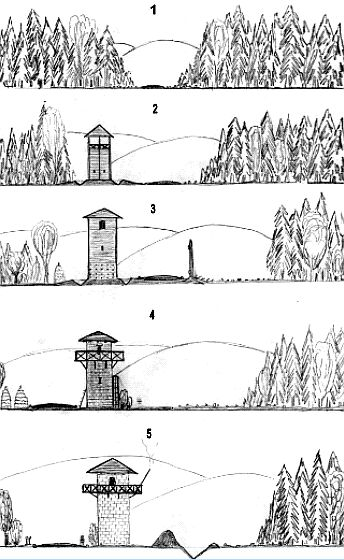
Phases de construction et rénovation du Limes.

Le « limes » est une frontière physique de l’Empire romain au IIe siècle apr. J.-C., matérialisée par une palissade, un fossé et des tours de guet en bois, puis en pierre pour le tronçon en Germanie. Il est surveillé à intervalle régulier par des fortins (castella) et des camps permanents (castra) où vivent des troupes auxiliaires organisées en cohortes. Au moindre incident signalé par les tours de guet, les troupes peuvent venir du castrum le plus proche.
Il va de Bad Hönningen/Rheinbrohl sur le Rhin à Eining sur le Danube ; cela représente une distance d’environ 500 km. En dehors des tours reconstituées ou à l’état de ruine, il est encore possible de voir sa trace dans la nature en se promenant dans la forêt du parc de la forêt souabe-franconienne car le fossé rectiligne en contrebas du talus où se trouve le chemin de randonnée dure sur des kilomètres dans les bois.
Au IIIe apr. J.-C., les tribus franques et alamanes réussissent leur percée du limes de manière durable et s’enfoncent dans les terres jusqu’au Rhin. L’Empire romain renonce à défendre le territoire perdu et ramène sa frontière au Rhin. Mainhardt qui était en Germanie supérieur sous influence romaine passe dorénavant dans le giron des tribus germaniques. Les traces romaines ne sont visibles que dans la pierre et le fossé du limes. La population locale adoptera la culture franque. Mainhardt perd son statut de cité-frontière pour cette époque.